# 음성고등학교
음성고등학교(陰城高等學校)는 대한민국 충청북도 음성군 음성읍 읍내리에 위치한 공립 고등학교이다.

## 학교 연혁
- 1946년 8월 31일 : 음성 공립 초급 중학교 인가
- 1948년 9월 23일 : 음성 공립 중학교 승격(6년제)
- 1951년 8월 31일 : 음성중, 고등학교 학제 개편(3년제)
- 1951년 10월 10일 : 음성고등학교 개교
- 1964년 11월 2일 : 음성종합고등학교로 교명 변경
- 1974년 3월 1일 : 음성고등학교로 교명 변경
- 1986년 3월 1일 : 음성고 24학급 인가, 음성중 분리, 음성여고 통합
- 1991년 3월 1일 : 교육부지정 '교육과정 연구학교' 지정
- 2003년 3월 1일 : 교육부 e-Learning community 연구학교 지정
- 2010년 3월 1일 : 도교육청  '기숙형 공립고'  지정
- 2020년 3월 1일 : 도교육청 자율학교(기숙형고교) 재지정
- 2023년 3월 1일 : 제33대 이상민 교장 부임
- 2024년 2월 6일 : 제74회 142명 졸업(총 15,156명)
- 2024년 3월 4일 : 신입생 149명(남 83명, 여 66명) 입학

## 참고 자료
- 음성고등학교 - 한국교육학술정보원 학교알리미